# Piatra
Piatra är en by (rumänska: sat) i kommunen Stoenești i länet Argeș i landskapet Valakiet i södra Rumänien. Byn ligger på en höjd vid sidan av floden Dâmbovițas dalgång, nordväst om kommunens centralort Stoenești.